# هييرابوليس
مدينة هيرابوليس (باليونانية:Ἱεράπολις) هي مدينة قديمة ذات أسم يوناني يعني «المدينة المقدسة» وهي مدينة في آسيا الصغرى في جنوب غرب الأناضول المجاورة لباموكال الحديثة، وكانت تعتبر مركزاً لعبادة الآلهة السورية اتارجاتس. وأشتهرت بالمياة المعدنية الدافئة فيه، وقد أستخدمت الينابيع الساخنة ومنتعجا صحياً منذ القدم، شيدت الحمامات الكبيرة من كتل حجرية ضخمة دون أستخدام تتألف أنقاضه وهي اليوم مجموعة آثار للكنائس والهياكل والمباني القديمة.
الموقع على لائحة التراث العالمي منذ عام 1988.

## أعلام
- ابكتيتوس
- رومانوس الثالث أرغيروس
- فيلبس

## وصلات خارجية
- Pamukkale on Hierapolis - Thewotme travel blog
- Dr. Cemil Toksöz - Pamukkale & Hierapolis; 1995, Eriṣ Turizm Tic Pazarlama, Denizli.
- Hierapolis
- 230 pictures of the classical city plus 80 in the museum
- Lycos Valley (Colossae, Laodicea, and Hierapolis)
- The Theatre at Hierapolis
- Hierapolis Italian Archaeologial Research
- Paul Arthur - Byzantine and Turkish Hierapolis, an archaeological guide; Ege Yayinlari, Istanbul, 2006, (ردمك 975-8071-34-3) (online book review)